# Мартинес-Феррада, Сорайя
Сорайя Мартинес-Феррада (англ. Soraya Martinez Ferrada; род. 28 августа 1972, Сантьяго) — канадский политик, член Либеральной партии. Министр туризма (2023—2025).

## Биография
Политическая беженка из Чили, иммигрировала с семьёй в Канаду в 1980 году. Окончила Школу высших коммерческих исследований в Монреале. В 2005 году избрана в городской совет Монреаля, с 2015 по 2018 год являлась главой канцелярии и главным советником министра канадского наследия. В 2019 году избрана в Палату общин от округа Хочелага.
26 июля 2023 года в ходе серии кадровых перемещений в правительстве Трюдо назначена министром туризма.
5 февраля 2025 года ушла в отставку с должностей министра туризма и сопредседателя национальных предвыборных кампаний Либеральной партии, решив вступить в борьбу за пост мэра Монреаля.
28 февраля 2025 года избрана лидером муниципальной партии Ensemble Montréal и её кандидатом в мэры Монреаля на муниципальных выборах.